# Sport (krant)

Logo van de Spaanse sportkrant Sport

Sport is een Spaanse sportkrant. Ze wordt sinds 1979 uitgegeven door Grupo Zeta uit Barcelona.
Diario Sport wordt dagelijks in heel Spanje uitgegeven in het Castiliaans. Hoofdonderwerp van de krant is over het algemeen FC Barcelona. Ook voor andere voetbalteams en andere sporten is uitgebreid aandacht. De grootste concurrent van Diario Sport is El Mundo Deportivo dat eveneens FC Barcelona als centraal thema heeft.